# Aboumi
Aboumi est une localité du Gabon, chef-lieu du département de Bayi-Brikolo et ayant pour canton Brikolo dans la province du Haut-Ogooué.
En 2013, sa population était de 1 050 habitants. 